# Roberto Ravaglia
Roberto Ravaglia (Venezia, 26 maggio 1957) è un ex pilota automobilistico italiano.

## Carriera
Soprannominato "Il Doge" e Principe del Turismo, inizia la carriera di pilota con i kart, ma le sue scarse disponibilità economiche non gli permettono di passare alle formule minori. Tuttavia nel 1980, mentre Ravaglia studia ingegneria meccanica a Padova, il settimanale Autosprint, ricevuta in regalo dalla FIAT una vettura di Formula Fiat Abarth, indice una selezione tra giovani piloti per assegnare la vettura e garantire la partecipazione al campionato, la scelta finale del caporedattore Marco Magri, che era anche pilota di vetture Turismo, cade proprio su Ravaglia. Ravaglia finisce il campionato in quarta posizione ottenendo diversi giri più veloci in gara, questo gli vale la chiamata di Pino Trivellato per disputare il Campionato italiano di Formula 3 dell'anno seguente, in cui otterrà la sua prima vittoria automobilistica.
Non avendo grande disponibilità economica per continuare a correre con le "ruote scoperte" decide nel 1984 di accettare l'offerta della BMW per correre nei Campionati Turismo e nelle gare di durata. Con la BMW correrà praticamente per tutta la vita agonistica vincendo 1 campionato mondiale (1987), 2 europei (1986, 1988), 3 italiani (1990, 1991, 1993), 1 tedesco (1989), 2 volte la 24 Ore del Nürburgring (1989, 1995) e 3 quella di Spa (1985, 1988, 1994).
Attualmente team principal dell’Ceccato Motors Racing Team(BMW TEAM ITALIA) e ex proprietario del Team Italy-Spain con cui ha vinto 1 Campionato europeo superturismo nel 2001 (con Peter Kox) e 1 italiano nel 2005 (con Alex Zanardi) entrambi con BMW.

## Palmarès
1985

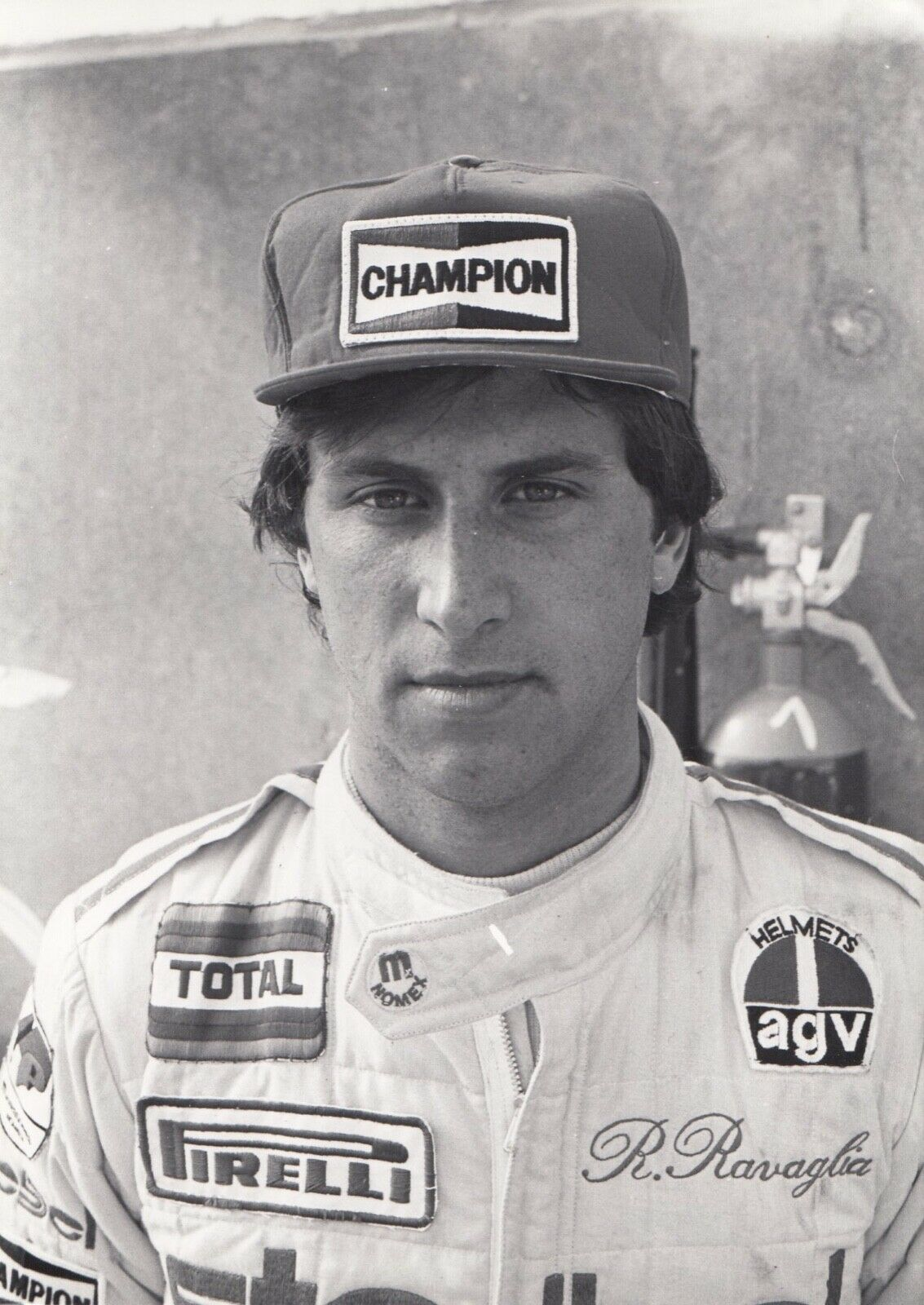
Ravaglia agli esordi nella F3 europea nel 1982

- 24 Ore di Spa (con Gerhard Berger e Marc Surer) - BMW 635 CSI

1986
- Campionato europeo turismo - BMW 635 CSI

1987
- Campionato Mondiale Turismo (WTCC) - BMW M3
- Gran Premio di Macao - BMW M3

1988
- Campionato Europeo Turismo (WTCC) - BMW M3
- 24 Ore di Spa (con Heger e Quester) - BMW M3

1989
- Campionato Tedesco Turismo (DTM) - BMW M3
- 24 Ore del Nürburgring (con Emanuele Pirro e Fabien Giroix) - BMW M3

1990
- Monza (gara 1 e 2) - BMW M3
- Varano (gara 2) - BMW M3
- Imola (gara 1 e 2) - BMW M3
- Monza (gara 2) - BMW M3
- Campionato Italiano Superturismo - BMW M3

1991
- Monza (gara 1 e 2) - BMW M3
- Enna-Pergusa (gara 1 e 2) - BMW M3
- Vallelunga (gara 1 e 2) - BMW M3
- Misano (gara 1 e 2) - BMW M3
- Mugello (gara 2) - BMW M3
- Varano (gara 2) - BMW M3
- Campionato Italiano Superturismo - BMW M3

1992
- Monza (gara 1)
- Varano (gara 2)

1993
- Monza (gara 1) - BMW 318i
- Vallelunga (gara 1 e 2) - BMW 318i
- Enna-Pergusa (gara 1 e 2) - BMW 318i
- Campionato Italiano Superturismo - BMW 318i

1994
- Mugello (gara 1)
- 24 Ore di Spa (con Tassin e Burgstaller) - BMW 318is

1995
- 24 Ore del Nurburgring - BMW 320i

### Deutsche Tourenwagen Masters
| Anno | Team                 | Auto             | 1       | 2       | 3        | 4         | 5        | 6        | 7        | 8         | 9       | 10      | 11      | 12      | 13      | 14      | 15      | 16      | 17      | 18        | 19        | 20        | 21        | 22        | 23    | 24      | Pos | Punti |
| ---- | -------------------- | ---------------- | ------- | ------- | -------- | --------- | -------- | -------- | -------- | --------- | ------- | ------- | ------- | ------- | ------- | ------- | ------- | ------- | ------- | --------- | --------- | --------- | --------- | --------- | ----- | ------- | --- | ----- |
| 1989 | BMW M Team Schnitzer | BMW M3 Evo       | ZOL 1   | ZOL 2 1 | HOC 1 6  | HOC 2 Rit | NÜR 1 24 | NÜR 2 NP | MFA 1 3  | MFA 2     | AVU 1   | AVU 2 5 | NÜR 1 3 | NÜR 2 3 | NOR 1 4 | NOR 2 4 | HOC 1 5 | HOC 2 5 | DIE 1 2 | DIE 2 9   | NÜR 1 4   | NÜR 2 6   | HOC 1 10  | HOC 2     |       |         | 1º  | 285   |
| 1990 | BMW M Team Schnitzer | BMW M3 Sport Evo | ZOL 1   | ZOL 2   | HOC 1    | HOC 2     | NÜR 1    | NÜR 2    | AVU 1    | AVU 2     | MFA 1   | MFA 2   | WUN 1   | WUN 2   | NÜR 1   | NÜR 2   | NOR 1 3 | NOR 2 1 | DIE 1   | DIE 2     | NÜR 1     | NÜR 2     | HOC 1     | HOC 2     |       |         | 16º | 32    |
| 1992 | Schnitzer Motorsport | BMW M3 Sport Evo | ZOL 1 8 | ZOL 2 4 | NÜR 1 11 | NÜR 2 6   | WUN 1 19 | WUN 2 17 | AVU 1 15 | AVU 2 Rit | HOC 1 6 | HOC 2 3 | NÜR 1 8 | NÜR 2 7 | NOR 1 5 | NOR 2 3 | BRN 1 2 | BRN 2 3 | DIE 1 8 | DIE 2 Rit | ALE 1 Rit | ALE 2 Rit | NÜR 1 Rit | NÜR 2 Rit | HOC 1 | HOC 2 1 | 7º  | 134   |

### Campionato italiano Superturismo
| Anno | Team                 | Auto     | 1        | 2       | 3         | 4       | 5       | 6       | 7       | 8       | 9       | 10      | 11       | 12      | 13      | 14       | 15        | 16      | 17        | 18        | 19        | 20        | Pos | Punti |
| ---- | -------------------- | -------- | -------- | ------- | --------- | ------- | ------- | ------- | ------- | ------- | ------- | ------- | -------- | ------- | ------- | -------- | --------- | ------- | --------- | --------- | --------- | --------- | --- | ----- |
| 1993 | CiBiEmme Engineering | BMW 318i | MNZ 1    | MNZ 2   | VAL 1     | VAL 2 1 | MIS 1 5 | MIS 2 7 | MAG 1 4 | MAG 2 3 | BIN 1 5 | BIN 2 3 | IMO 1 5  | IMO 2   | VAR 1 2 | VAR 2 10 | MIS 1 7   | MIS 2 3 | PER 1     | PER 2 1   | MUG 1 9   | MUG 2 4   | 1º  | 237   |
| 1994 | CiBiEmme Engineering | BMW 318i | MNZ 1 16 | MNZ 2 6 | VAL 1 Rit | VAL 2 6 | MAG 1 3 | MAG 2   | BIN 1 3 | BIN 2   | MIS 1 3 | MIS 2   | VAL 1 14 | VAL 2 6 | MUG 1   | MUG 2 3  | PER 1 Rit | PER 2   | VAR 1 Rit | VAR 2 Rit | MUG 1 Rit | MUG 2 Rit | 4º  | 146   |

### British Touring Car Championship
| Anno | Team                          | Auto     | 1       | 2       | 3       | 4       | 5         | 6         | 7       | 8        | 9       | 10      | 11        | 12        | 13      | 14        | 15    | 16      | 17      | 18      | 19      | 20      | 21      | 22      | 23        | 24      | 25       | 26    | Pos | Punti |
| ---- | ----------------------------- | -------- | ------- | ------- | ------- | ------- | --------- | --------- | ------- | -------- | ------- | ------- | --------- | --------- | ------- | --------- | ----- | ------- | ------- | ------- | ------- | ------- | ------- | ------- | --------- | ------- | -------- | ----- | --- | ----- |
| 1994 | BMW Motorsport Team Schnitzer | BMW 318i | THR     | BRH 1   | BRH 2   | SNE     | SIL 1 Rit | SIL 2 Rit | OUL     | DON 1 12 | DON 2 9 | BRH 1   | BRH 2     | SIL Rit   | KNO 1   | KNO 2     | OUL 5 | BRH 1   | BRH 2   | SIL 1   | SIL 2   | DON 1   | DON 2   |         |           |         |          |       | 18º | 10    |
| 1996 | BMW Team Schnitzer            | BMW 320i | DON 1 7 | DON 2 7 | BRH 1 6 | BRH 2 6 | THR 1 6   | THR 2     | SIL 1 2 | SIL 2    | OUL 1 7 | OUL 2 5 | SNE 1 Rit | SNE 2 Rit | BRH 1 9 | BRH 2 Rit | SIL 1 | SIL 2 3 | KNO 1 3 | KNO 2 3 | OUL 1 9 | OUL 2 5 | THR 1 4 | THR 2 5 | DON 1 Rit | DON 2 5 | BRH 1 NC | BRH 2 | 6º  | 157   |

## Riconoscimenti
- Premio Città di Mestre: 1987